# Final da Copa América de 2021
A final da Copa América 2021 foi uma partida de futebol que determinou o vencedor da Copa América 2021 . A partida foi a 47ª final da Copa América, torneio quadrienal disputado pelas seleções masculinas das associações-membro da CONMEBOL e por duas seleções convidadas para decidir o campeão sul-americano. A partida foi realizada no Maracanã, em 10 de julho de 2021 e foi disputada pelos vencedores das semifinais.

## Local
A final seria realizada inicialmente no Estadio Metropolitano Roberto Meléndez em Barranquilla, Colômbia, localizado no município de Soledad, no sul de Barranquilla. Contudo, em 20 de maio de 2021 foi anunciado que o país desistiu de realizar o torneio por conta dos protestos no país, deixando a Argentina como sede única. Porém, até o dia 29 de maio, não havia tido uma decisão de onde seria a final no país (nem os outros jogos que seriam na Colômbia). Todavia, no dia seguinte (30 de maio) a CONMEBOL anunciou que a Argentina também desistiu de sediar o torneio, por conta da Pandemia de COVID-19 na Argentina. No dia 31 de maio, foi anunciado que o Brasil sediaria o torneio, a final seria disputada no estádio do Maracanã em Rio de Janeiro.

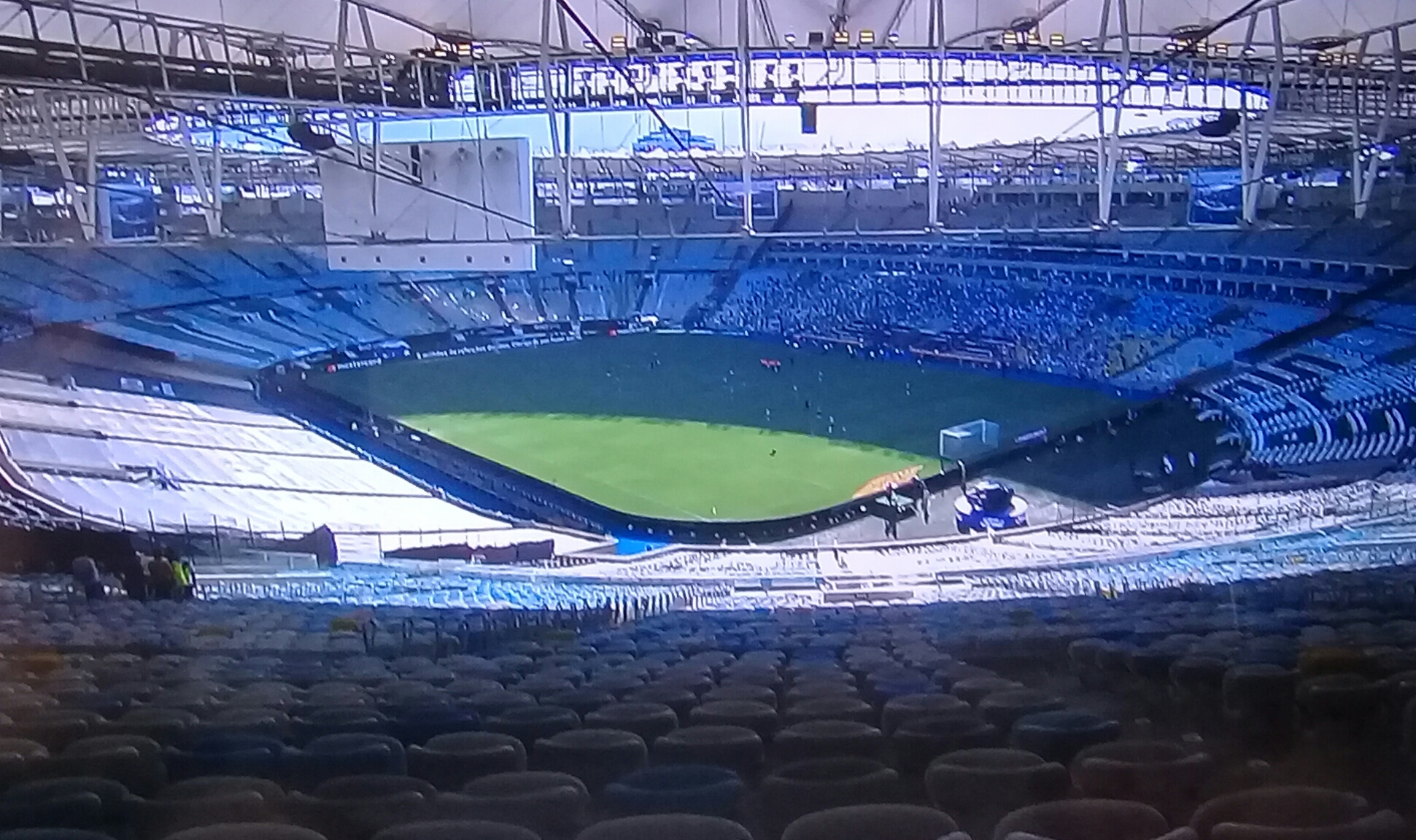
Estádio do Maracanã na decisão da Libertadores da América de 2020.

## Caminho para a final
| Pos | Equipe    | Pts | J | V | E | D | GP | GC | SG | Classificado           |
| --- | --------- | --- | - | - | - | - | -- | -- | -- | ---------------------- |
| 1   | Argentina | 10  | 4 | 3 | 1 | 0 | 7  | 2  | +5 | Avança para Fase Final |
| 2   | Uruguai   | 7   | 4 | 2 | 1 | 1 | 4  | 2  | +2 | Avança para Fase Final |
| 3   | Paraguai  | 6   | 4 | 2 | 0 | 2 | 5  | 3  | +2 | Avança para Fase Final |
| 4   | Chile     | 5   | 4 | 1 | 2 | 1 | 3  | 4  | −1 | Avança para Fase Final |
| 5   | Bolívia   | 0   | 4 | 0 | 0 | 4 | 2  | 10 | −8 | Eliminados             |

| Pos | Equipe     | Pts | J | V | E | D | GP | GC | SG | Classificado           |
| --- | ---------- | --- | - | - | - | - | -- | -- | -- | ---------------------- |
| 1   | Brasil (H) | 10  | 4 | 3 | 1 | 0 | 10 | 2  | +8 | Avança para Fase Final |
| 2   | Peru       | 7   | 4 | 2 | 1 | 1 | 5  | 7  | −2 | Avança para Fase Final |
| 3   | Colômbia   | 4   | 4 | 1 | 1 | 2 | 3  | 4  | −1 | Avança para Fase Final |
| 4   | Equador    | 3   | 4 | 0 | 3 | 1 | 5  | 6  | −1 | Avança para Fase Final |
| 5   | Venezuela  | 2   | 4 | 0 | 2 | 2 | 2  | 6  | −4 | Eliminados             |

## Partida

### Detalhes
| 10 julho 2021 | Argentina      | 1 – 0     | Brasil | Estádio do Maracanã, Rio de Janeiro |
| 21:00 (UTC-3) | - Di María 22' | Relatório |        | Público: 7 800                      |

| Argentina | Brazil |

| G              | 23 | Emiliano Martínez  |     |     |
| LD             | 4  | Gonzalo Montiel    | 89' |     |
| Z              | 13 | Cristian Romero    |     | 79' |
| Z              | 19 | Nicolás Otamendi   | 81' |     |
| LE             | 8  | Marcos Acuña       |     |     |
| M              | 11 | Ángel Di María     |     | 79' |
| M              | 7  | Rodrigo De Paul    | 68' |     |
| M              | 5  | Leandro Paredes    | 33' | 54' |
| M              | 20 | Giovani Lo Celso   | 51' | 63' |
| A              | 10 | Lionel Messi (c)   |     |     |
| A              | 22 | Lautaro Martínez   |     | 79' |
| Substituições: |    |                    |     |     |
| M              | 18 | Guido Rodríguez    |     | 54' |
| Z              | 3  | Nicolás Tagliafico |     | 63' |
| Z              | 6  | Germán Pezzella    |     | 79' |
| A              | 15 | Nicolás González   |     | 79' |
| M              | 14 | Exequiel Palacios  |     | 79' |
| Treinador:     |    |                    |     |     |
| Lionel Scaloni |    |                    |     |     |

| G              | 23 | Ederson          |     |     |
| LD             | 2  | Danilo           |     |     |
| Z              | 4  | Marquinhos       | 82' |     |
| Z              | 3  | Thiago Silva (c) |     |     |
| LE             | 16 | Renan Lodi       | 70' | 76' |
| M              | 17 | Lucas Paquetá    | 72' | 76' |
| M              | 5  | Casemiro         |     |     |
| M              | 8  | Fred             | 3'  | 46' |
| A              | 19 | Everton          |     | 63' |
| A              | 10 | Neymar           |     |     |
| A              | 7  | Richarlison      |     |     |
| Substituições: |    |                  |     |     |
| A              | 20 | Roberto Firmino  |     | 46' |
| A              | 18 | Vinícius Júnior  |     | 63' |
| Z              | 13 | Emerson          |     | 76' |
| A              | 21 | Gabriel Barbosa  |     | 76' |
| Treinador:     |    |                  |     |     |
| Tite           |    |                  |     |     |

| Homem do Jogo: Ángel Di María (Argentina) Arbitragem: URU Esteban Ostojich Bandeirinhas: URU Carlos Barreiro URU Diego Haro Quarto árbitro: PER José Antelo Árbitro assistente da reserva: BOL José Antelo Árbitro assistente de vídeo: URU Andrés Cunha Árbitros assistentes de árbitro de vídeo: URU Daniel Fedorczuk COL Alexander Guzmán COL Jhon Ospina Regulamento - 90 minutos. - 30 minutos de prorrogação caso haja empate no tempo normal. - Persistindo o empate, o vencedor será decidido nas penalidades máximas. - Doze jogadores substitutos. - Máximo de cinco substituições, com uma quarta sendo permitida em caso de prorrogação. \| \| Argentina \| Brazil \| \| ----------------- \| --------- \| ------ \| \| Gols marcados \| 1 \| 0 \| \| Chutes \| 6 \| 13 \| \| Chutes a gol \| 2 \| 2 \| \| Posse de bola \| 41% \| 59% \| \| Faltas \| 19 \| 22 \| \| Cartões amarelos \| 5 \| 4 \| \| Cartões vermelhos \| 0 \| 0 \| \| Impedimentos \| 0 \| 3 \| \| Escanteios \| 1 \| 4 \| \| Defesas \| 2 \| 1 \| |           |        |
| | Argentina | Brazil |
| Gols marcados | 1         | 0      |
| Chutes | 6         | 13     |
| Chutes a gol | 2         | 2      |
| Posse de bola | 41%       | 59%    |
| Faltas | 19        | 22     |
| Cartões amarelos | 5         | 4      |
| Cartões vermelhos | 0         | 0      |
| Impedimentos | 0         | 3      |
| Escanteios | 1         | 4      |
| Defesas | 2         | 1      |